# Shiori Teshirogi
Shiori Teshirogi (手代木 史織, Teshirogi Shiori) é uma mangaká japonesa, nascida em Miagy (Japão). É mais conhecida pela autoria do mangá Saint Seiya: The Lost Canvas, (manga, encomendadas pelo of criador Manga original, Masami Kurumada.)

## Biografia
Seus primeiros mangás são do gênero Shoujo, trabalhou na editora Akita Shoten, onde atualmente é publicado The Lost Canvas.
Shiori Teshirogi é fã de Saint Seiya, tanto que seu pseudônimo, enquanto quadrinista era "Marin Gold".
Durante uma sessão de autógrafos, Teshirogi teve a oportunidade de entregar a Masami Kurumada (autor da franquia Saint Seiya) um de seus mangás já publicados, o que agradou ao criador das histórias de Seiya e os demais cavaleiros de Atena. Com isso, Shiori ganhou autonomia para trabalhar na produção de um gaiden (spin-off da série original chamado The Lost Canvas, seguindo, uma pequena lista de Eventos-Chave dado pelo próprio Kurumada.
Em março de 2017, foi anunciado que foi escolhida para fazer um mangá da Liga da Justiça, publicado na revista Champion Red.

## Obras
- Dear my Doll (1 tankobon)
- Delivery (2 tankobon)
- Kanojo ga Tonda Hi (1 tankobon)
- Kieli (2 tankobon)
- The Lost Canvas (25 tankobon)
- The Lost Canvas Gaiden (16 tankobon)
- Batman and Justice League (1 tankobon - em andamento)
- High Speed! Free! (2 tankobon)